# Tag ditt liv
Tag ditt liv är en svensk film från 1995 med regi och manus av Göran du Rées. I rollerna ses bland andra Hans Mosesson, Björn Granath och Benny Granberg.

## Om filmen
Filmen var Du Rées första sedan 1989 års S/Y Glädjen. Tag ditt liv producerades, fotades och klipptes av Du Rées och premiärvisades den 10 februari 1995 på biograf Saga i Stockholm. Den gavs ut på video samma år.
Filmen fick ett negativt mottagande i pressen. 1995 tilldelades den tidningen Nöjesguidens Stockholmspris.

## Handling
Fotografen Göran hittar sin vän Stig F Dahlman död i en källare. Polisen rubricerar fallet som en olyckshändelse, men Göran anar att det är ett mord som har begåtts.

## Rollista (urval)
- Hans Mosesson – Stig F. Dahlman
- Björn Granath – Björn Granath
- Benny Granberg – Benny
- Niklas Hald – Clark, en av pojkarna i källaren
- Barbro Kollberg – Signe Dahlman, Stigs mor
- Jussi Larnö – Ensio
- Anna Lindholm – Eva, Stigs fru
- Anneli Martini – Måna
- Bibi Nordin – Vera Lundberg
- Terri-Lynne Sandberg – Birgitta
- Hans Wigren – berättaren
- Göran du Rées – undersökaren, veckotidningsfotograf